# FC Bayern Munich mùa giải 2019-20
FC Bayern Munich mùa giải 2019-20 là mùa giải thứ 121 trong lịch sử của câu lạc bộ bóng đá và là mùa giải thứ 55 liên tiếp ở hạng đấu cao nhất của bóng đá Đức, giải Bundesliga. Bayern Munich còn tham dự cúp quốc gia của mùa giải này, giải DFB-Pokal, và giải đấu cúp châu lục hàng đầu, giải UEFA Champions League. Bayern là đương kim vô địch Bundesliga, và do đó tham dự siêu cúp Đức, giải DFL-Supercup. Đây là mùa giải thứ 15 của Bayern ở Allianz Arena, có địa điểm ở Munich, Bavaria, Đức. Mùa giải kéo dài từ ngày 1 tháng 7 năm 2019 đến ngày 23 tháng 8 năm 2020.
Bayern Munich trở thành câu lạc bộ châu Âu thứ hai giành cú ăn ba hai lần và kết thúc mùa giải bất bại trong 30 trận đấu liên tiếp ở mọi giải đấu với 29 trận thắng (bao gồm cả trận thắng 2–8 đáng chú ý trước Barcelona) và 1 trận hoà.

## Các cầu thủ

### Đội hình hiên tại
Tính đến ngày 31 tháng 6 năm 2020
Ghi chú: Quốc kỳ chỉ đội tuyển quốc gia được xác định rõ trong điều lệ tư cách FIFA. Các cầu thủ có thể giữ hơn một quốc tịch ngoài FIFA.
| Số | VT | Quốc gia    | Cầu thủ                                      |
| -- | -- | ----------- | -------------------------------------------- |
| 1  | TM | Đức         | Manuel Neuer (Đội trưởng)                    |
| 2  | HV | Tây Ban Nha | Álvaro Odriozola (cho mượn từ Real Madrid)   |
| 4  | HV | Đức         | Niklas Süle                                  |
| 5  | HV | Pháp        | Benjamin Pavard                              |
| 6  | TV | Tây Ban Nha | Thiago                                       |
| 8  | HV | Tây Ban Nha | Javi Martínez                                |
| 9  | TĐ | Ba Lan      | Robert Lewandowski                           |
| 10 | TV | Brasil      | Philippe Coutinho (cho mượn từ FC Barcelona) |
| 11 | TV | Pháp        | Michaël Cuisance                             |
| 14 | TV | Croatia     | Ivan Perišić (cho mượn từ Inter Milan)       |
| 15 | TĐ | Đức         | Jann-Fiete Arp                               |
| 16 | TĐ | Đức         | Leon Dajaku                                  |
| 17 | HV | Đức         | Jérôme Boateng                               |
| 18 | TV | Đức         | Leon Goretzka                                |
| 19 | TV | Canada      | Alphonso Davies                              |
| 21 | HV | Pháp        | Lucas Hernandez                              |
| 22 | TV | Đức         | Serge Gnabry                                 |

| Số | VT | Quốc gia    | Cầu thủ              |
| -- | -- | ----------- | -------------------- |
| 24 | TV | Pháp        | Corentin Tolisso     |
| 25 | TĐ | Đức         | Thomas Müller        |
| 26 | TM | Đức         | Sven Ulreich         |
| 27 | HV | Áo          | David Alaba          |
| 28 | TV | New Zealand | Sarpreet Singh       |
| 29 | TV | Pháp        | Kingsley Coman       |
| 32 | HV | Đức         | Joshua Kimmich       |
| 33 | HV | Đức         | Lars-Lukas Mai       |
| 34 | TV | Brasil      | Oliver Batista Meier |
| 35 | TĐ | Hà Lan      | Joshua Zirkzee       |
| 36 | TM | Đức         | Christian Früchtl    |
| 37 | TV | Đức         | Paul Will            |
| 39 | TM | Đức         | Ron-Thorben Hoffmann |
| 40 | TV | Đức         | Malik Tillman        |
| 41 | HV | Hoa Kỳ      | Chris Richards       |
| 42 | TV | Anh         | Jamal Musiala        |
| 43 | HV | Đức         | Bright Arrey-Mbi     |

## Trang phục
- Nhà tài trợ áo đấu: Deutsche Telekom
- Nhà sản xuất áo đấu: Adidas

| Sân nhà | Sân nhà (2020–21) | Sân khách | Sân khách (2020–21) | Thứ ba |

## Chuyển nhượng

### Chuyển đến
| Kể từ ngày          | Vị trí | Cầu thủ           | Từ                       | Dạng          | Mức phí                                       | Tham khảo |
| ------------------- | ------ | ----------------- | ------------------------ | ------------- | --------------------------------------------- | --------- |
| 1 tháng 7 năm 2019  | HV     | Benjamin Pavard   | VfB Stuttgart            | Chuyển nhượng | 35tr €                                        | [ 4 ]     |
| 1 tháng 7 năm 2019  | HV     | Lucas Hernandez   | Atlético Madrid          | Chuyển nhượng | 80tr €                                        | [ 5 ]     |
| 1 tháng 7 năm 2019  | TĐ     | Fiete Arp         | Hamburger SV             | Chuyển nhượng | 2,5tr €                                       | [ 6 ]     |
| 13 tháng 8 năm 2019 | TV     | Ivan Perišić      | Inter Milan              | Mượn          | 5tr €                                         | [ 7 ]     |
| 17 tháng 8 năm 2019 | TV     | Michaël Cuisance  | Borussia Mönchengladbach | Chuyển nhượng | 10tr €                                        | [ 8 ]     |
| 17 tháng 8 năm 2019 | TV     | Philippe Coutinho | Barcelona                | Mượn          | 8,5tr €, với lựa chọn mua đứt với giá 120tr € | [ 9 ]     |
| 22 tháng 1 năm 2020 | HV     | Álvaro Odriozola  | Real Madrid              | Mượn          | không được tiết lộ                            | [ 10 ]    |

### Chuyển đi
| Kể từ ngày          | Vị trí | Cầu thủ         | Đến               | Dạng                | Mức phí            | Tham khảo         |
| ------------------- | ------ | --------------- | ----------------- | ------------------- | ------------------ | ----------------- |
| 30 tháng 6 năm 2019 | TV     | Franck Ribéry   | Fiorentina        | giải phóng hợp đồng | miễn phí           | [ 11 ]            |
| 30 tháng 6 năm 2019 | TV     | Arjen Robben    | Không có          | giải nghệ           | miễn phí           | [ 12 ]            |
| 30 tháng 6 năm 2019 | TV     | James Rodríguez | Real Madrid       | mượn trở về         | miễn phí           | [ 13 ]            |
| 1 tháng 7 năm 2019  | HV     | Marco Friedl    | Werder Bremen     | chuyển nhượng       | không được tiết lộ | [ 14 ]            |
| 1 tháng 7 năm 2019  | HV     | Rafinha         | Flamengo          | chuyển nhượng       | miễn phí           | [ 15 ]            |
| 1 tháng 7 năm 2019  | HV     | Mats Hummels    | Borussia Dortmund | chuyển nhượng       | 38tr €             | [ 16 ]            |
| 1 tháng 7 năm 2019  | TĐ     | Jeong Woo-yeong | SC Freiburg       | chuyển nhượng       | không được tiết lộ | [ 17 ]            |
| 23 tháng 8 năm 2019 | TV     | Renato Sanches  | Lille             | chuyển nhượng       | 20tr €             | [ cần dẫn nguồn ] |

## Các trận đấu giao hữu
Thắng
      Hòa
      Thua
| 17 tháng 7 năm 2019 ICC 1                                 | Arsenal                            | 2–1      | Bayern Munich   | Carson, California, Hoa Kỳ                                                                      |  |
| 20:00 PDT (UTC−7) 18 tháng 7 năm 2019, 05:00 CEST (UTC+2) | Poznanski 49' (l.n.) · Nketiah 88' | Chi tiết | Lewandowski 71' | Sân vận động: Dignity Health Sports Park Lượng khán giả: 26.704 Trọng tài: Kevin Stott (Hoa Kỳ) |  |

| 20 tháng 7 năm 2019 ICC 2                                 | Bayern Munich                                                                           | 3–1      | Real Madrid | Houston, Texas, Hoa Kỳ                                                                 |  |
| 19:00 CDT (UTC−5) 21 tháng 7 năm 2019, 02:00 CEST (UTC+2) | Tolisso 15' · Kimmich 51' · Lewandowski 67' · Gnabry 69' · Ulreich 81' · Goretzka 90+2' | Chi tiết | Rodrygo 84' | Sân vận động: Sân vận động NRG Lượng khán giả: 60.143 Trọng tài: Ramy Touchan (Hoa Kỳ) |  |

| 23 tháng 7 năm 2019 ICC 3                                 | Bayern Munich  | 1–0      | Milan          | Thành phố Kansas, Kansas, Hoa Kỳ                                                             |  |
| 20:00 CDT (UTC−5) 24 tháng 7 năm 2019, 03:00 CEST (UTC+2) | Goretzka 45+3' | Chi tiết | Çalhanoğlu 49' | Sân vận động: Children's Mercy Park Lượng khán giả: 18.467 Trọng tài: Allen Chapman (Hoa Kỳ) |  |

| 30 tháng 7 năm 2019 BK AC | Bayern Munich                                                         | 6–1      | Fenerbahçe                        | Munich, Đức                                              |  |
| 20:30 CEST (UTC+2)        | Sanches 22' · Goretzka 28' · Müller 31', 44' (ph.đ.), 58' · Coman 40' | Chi tiết | Isla 43' · Kruse 64' · Sağlam 81' | Sân vận động: Allianz Arena Trọng tài: Felix Brych (Đức) |  |

| 31 tháng 7 năm 2019 CK AC                                      | Tottenham Hotspur                    | 2–2 (6–5 p)                                                       | Bayern Munich        | Munich, Đức                                                                         |  |
| 20:30 CEST (UTC+2)                                             | Lamela 19' · Eriksen 59' · Foyth 72' | Chi tiết                                                          | Arp 61' · Davies 81' | Sân vận động: Allianz Arena Lượng khán giả: 67.500 Trọng tài: Robert Hartmann (Đức) |  |
|                                                                |                                      | Loạt sút luân lưu                                                 |                      |                                                                                     |  |
| Alderweireld · Eriksen · Kane · Son · Roles · Skipp · Tanganga |                                      | Alaba · Thiago · Müller · Sanches · Lewandowski · Singh · Boateng |                      |                                                                                     |  |

| 8 tháng 8 năm 2019 Giao hữu | FC Rottach-Egern | 0–23     | Bayern Munich | Rottach-Egern, Đức                                                                             |  |
| 18:30 CEST (UTC+2)          |                  | Chi tiết | Sanches 6', 20' · Dajaku 7' · Lewandowski 9', 16', 29' · Gnabry 34' · Tolisso 38', 40', 41', 42' · Müller 49', 61', 88' · Wriedt 55', 77', 83' · Singh 59' · Goretzka 63', 67', 79' · Dietrich 73' (l.n.) · Nollenberger 80' | Sân vận động: Sportplatz Birkenmoos Lượng khán giả: 2.500 Trọng tài: Jochen Gschwendtner (Đức) |  |

| 25 tháng 8 năm 2019 Trận đấu trong mơ | Fanclub Vilshofen | 1–13     | Bayern Munich | Vilshofen, Đức                                                                                      |  |
| 16:00 CEST (UTC+2)                    | Eberle 42'        | Chi tiết | Perišić 9' · Can Karatas 22', 50', 89' · Müller 32' · Coutinho 35' · Zirkzee 47' · Cuisance 49' · Singh 62' · Nollenberger 68' · Wriedt 72', 81', 86' | Sân vận động: Sân vận động Klaus-Augenthaler Lượng khán giả: 6.500 Trọng tài: Tobias Wittmann (Đức) |  |

| 11 tháng 1 năm 2020 Giao hữu | 1. FC Nürnberg                                                   | 5–2      | Bayern Munich              | Nuremberg, Đức                                                                                 |  |
| 15:30 CET (UTC+1)            | - Frey 22' - Ishak 46' - Zreľák 57' - Schleusener 60' - Hack 76' | Chi tiết | - Davies 34' - Tillman 83' | Sân vận động: Sân vận động Max-Morlock Lượng khán giả: 27.054 Trọng tài: Asmir Osmanagic (Đức) |  |

| 31 tháng 7 năm 2020 Audi Digital Summer Tour | Bayern Munich | 1–0      | Marseille | Munich, Đức                                                                   |  |
| 16:00 CEST (UTC+2)                           | Gnabry 19'    | Chi tiết |           | Sân vận động: FC Bayern Campus Lượng khán giả: 0 Trọng tài: Felix Brych (Đức) |  |

## Các giải đấu
Thắng
      Hòa
      Thua

### Tổng quan
| Giải đấu         | Trận đấu đầu tiên   | Trận đấu cuối cùng  | Vòng đấu mở màn | Vị trí chung cuộc | Thành tích | Thành tích | Thành tích | Thành tích | Thành tích | Thành tích | Thành tích | Thành tích |
| Giải đấu         | Trận đấu đầu tiên   | Trận đấu cuối cùng  | Vòng đấu mở màn | Vị trí chung cuộc | ST         | T          | H          | B          | BT         | BB         | HS         | % thắng    |
| ---------------- | ------------------- | ------------------- | --------------- | ----------------- | ---------- | ---------- | ---------- | ---------- | ---------- | ---------- | ---------- | ---------- |
| Bundesliga       | 16 tháng 8 năm 2019 | 27 tháng 6 năm 2020 | Ngày thi đấu 1  | Vô địch           | 34         | 26         | 4          | 4          | 100        | 32         | +68        | 076,47     |
| DFB-Pokal        | 12 tháng 8 năm 2019 | 4 tháng 7 năm 2020  | Vòng một        | Vô địch           | 6          | 6          | 0          | 0          | 16         | 8          | +8         | 100,00     |
| DFL-Supercup     | 3 tháng 8 năm 2019  | 3 tháng 8 năm 2019  | Chung kết       | Á quân            | 1          | 0          | 0          | 1          | 0          | 2          | −2         | 000,00     |
| Champions League | 18 tháng 9 năm 2019 | 23 tháng 8 năm 2020 | Vòng bảng       | Vô địch           | 11         | 11         | 0          | 0          | 43         | 8          | +35        | 100,00     |
| Tổng cộng        | Tổng cộng           | Tổng cộng           | Tổng cộng       | Tổng cộng         | 52         | 43         | 4          | 5          | 159        | 50         | +109       | 082,69     |

Cập nhật lần cuối: 23 tháng 8 năm 2020
Nguồn: Các giải đấu

### Bundesliga

#### Bảng xếp hạng
| VT | Đội                      | ST | T  | H  | B | BT  | BB | HS  | Đ  | Giành quyền tham dự hoặc xuống hạng |
| -- | ------------------------ | -- | -- | -- | - | --- | -- | --- | -- | ----------------------------------- |
| 1  | Bayern Munich (C)        | 34 | 26 | 4  | 4 | 100 | 32 | +68 | 82 | Lọt vào vòng bảng Champions League  |
| 2  | Borussia Dortmund        | 34 | 21 | 6  | 7 | 84  | 41 | +43 | 69 | Lọt vào vòng bảng Champions League  |
| 3  | RB Leipzig               | 34 | 18 | 12 | 4 | 81  | 37 | +44 | 66 | Lọt vào vòng bảng Champions League  |
| 4  | Borussia Mönchengladbach | 34 | 20 | 5  | 9 | 66  | 40 | +26 | 65 | Lọt vào vòng bảng Champions League  |
| 5  | Bayer Leverkusen         | 34 | 19 | 6  | 9 | 61  | 44 | +17 | 63 | Lọt vào vòng bảng Europa League     |

1. ↑  Vì đội vô địch của Cúp bóng đá Đức 2019-20, Bayern Munich, lọt vào Champions League dựa trên vị trí bảng xếp hạng, đội đứng thứ sáu tham dự vòng bảng Europa League, và suất dự vòng loại thứ hai Europa League được chuyển sang cho đội đứng thứ bảy.

#### Tóm tắt các kết quả
| Tổng thể | Tổng thể | Tổng thể | Tổng thể | Tổng thể | Tổng thể | Tổng thể | Tổng thể | Sân nhà | Sân nhà | Sân nhà | Sân nhà | Sân nhà | Sân nhà | Sân khách | Sân khách | Sân khách | Sân khách | Sân khách | Sân khách |
| ST       | T        | H        | B        | BT       | BB       | HS       | Đ        | T       | H       | B       | BT      | BB      | HS      | T         | H         | B         | BT        | BB        | HS        |
| -------- | -------- | -------- | -------- | -------- | -------- | -------- | -------- | ------- | ------- | ------- | ------- | ------- | ------- | --------- | --------- | --------- | --------- | --------- | --------- |
| 34       | 26       | 4        | 4        | 100      | 32       | +68      | 82       | 13      | 2       | 2       | 53      | 15      | +38     | 13        | 2         | 2         | 47        | 17        | +30       |

Cập nhật lần cuối: 27 tháng 6 năm 2020.

Nguồn: Bundesliga

#### Các kết quả theo vòng
| Vòng    | 1 | 2 | 3 | 4 | 5 | 6 | 7 | 8 | 9 | 10 | 11 | 12 | 13 | 14 | 15 | 16 | 17 | 18 | 19 | 20 | 21 | 22 | 23 | 24 | 25 | 26 | 27 | 28 | 29 | 30 | 31 | 32 | 33 | 34 |
| ------- | - | - | - | - | - | - | - | - | - | -- | -- | -- | -- | -- | -- | -- | -- | -- | -- | -- | -- | -- | -- | -- | -- | -- | -- | -- | -- | -- | -- | -- | -- | -- |
| Sân     | H | A | H | A | H | A | H | A | H | A  | H  | A  | H  | A  | H  | A  | H  | A  | H  | A  | H  | A  | H  | A  | H  | A  | H  | A  | H  | A  | H  | A  | H  | A  |
| Kết quả | D | W | W | D | W | W | L | D | W | L  | W  | W  | L  | L  | W  | W  | W  | W  | W  | W  | D  | W  | W  | W  | W  | W  | W  | W  | W  | W  | W  | W  | W  | W  |
| Vị trí  | 8 | 6 | 2 | 4 | 2 | 1 | 3 | 3 | 2 | 4  | 3  | 3  | 4  | 7  | 5  | 3  | 3  | 2  | 2  | 1  | 1  | 1  | 1  | 1  | 1  | 1  | 1  | 1  | 1  | 1  | 1  | 1  | 1  | 1  |

#### Các trận đấu
Lịch thi đấu Bundesliga được công bố vào ngày 28 tháng 6 năm 2019.
| 16 tháng 8 năm 2019 1 | Bayern Munich                                               | 2–2      | Hertha BSC                                                       | Munich                                                                    |  |
| 20:30 CEST (UTC+2)    | Lewandowski 24', 60' (ph.đ.), 76' · Müller 71' · Pavard 75' | Chi tiết | Darida 17' · Lukebakio 36' · Grujić 38', 59' · Mittelstädt 90+1' | Sân vận động: Allianz Arena Lượng khán giả: 75.000 Trọng tài: Harm Osmers |  |

| 24 tháng 8 năm 2019 2 | Schalke 04 | 0–3      | Bayern Munich                     | Gelsenkirchen                                                             |  |
| 18:30 CEST (UTC+2)    |            | Chi tiết | Lewandowski 20' (ph.đ.), 50', 75' | Sân vận động: Veltins-Arena Lượng khán giả: 62.271 Trọng tài: Marco Fritz |  |

| 31 tháng 8 năm 2019 3 | Bayern Munich | 6–1      | Mainz 05                                         | Munich                                                                       |  |
| 15:30 CEST (UTC+2)    | Kimmich 20' · Pavard 36' · Alaba 45' · Perišić 54' · Coman 64' · Hernandez 73' · Thiago 75' · Lewandowski 78' · Davies 80' | Chi tiết | Boëtius 6' · Niakhaté 33' · Hack 45' · Kunde 77' | Sân vận động: Allianz Arena Lượng khán giả: 75.000 Trọng tài: Markus Schmidt |  |

| 14 tháng 9 năm 2019 4 | RB Leipzig                                                                          | 1–1      | Bayern Munich                     | Leipzig                                                                         |  |
| 18:30 CEST (UTC+2)    | Halstenberg 26' · Forsberg 45+3' (ph.đ.) · Nkunku 78' · Laimer 80' · Sabitzer 90+2' | Chi tiết | Lewandowski 3', 26' · Boateng 57' | Sân vận động: Red Bull Arena Lượng khán giả: 42.146 Trọng tài: Sascha Stegemann |  |

| 21 tháng 9 năm 2019 5 | Bayern Munich | 4–0      | 1. FC Köln   | Munich                                                                        |  |
| 15:30 CEST (UTC+2)    | Lewandowski 3', 48' · Boateng 31' · Coutinho 62' (ph.đ.) · Hernandez 67' · Perišić 73' · Martínez 74' · Cuisance 83' | Chi tiết | Ehizibue 59' | Sân vận động: Allianz Arena Lượng khán giả: 75.000 Trọng tài: Patrick Ittrich |  |

| 28 tháng 9 năm 2019 6 | SC Paderborn                                | 2–3      | Bayern Munich                                          | Paderborn                                                                   |  |
| 15:30 CEST (UTC+2)    | Pröger 68' · Collins 84' · Vasiliadis 90+3' | Chi tiết | Gnabry 15' · Süle 43' · Coutinho 55' · Lewandowski 79' | Sân vận động: Benteler-Arena Lượng khán giả: 15.000 Trọng tài: Felix Zwayer |  |

| 5 tháng 10 năm 2019 7 | Bayern Munich                                  | 1–2      | 1899 Hoffenheim  | Munich                                                                       |  |
| 15:30 CEST (UTC+2)    | Thiago 45+3' · Lewandowski 73' · Perišić 90+5' | Chi tiết | Adamyan 54', 79' | Sân vận động: Allianz Arena Lượng khán giả: 75.000 Trọng tài: Tobias Stieler |  |

| 19 tháng 10 năm 2019 8 | FC Augsburg                                                      | 2–2      | Bayern Munich                                                          | Augsburg                                                                 |  |
| 15:30 CEST (UTC+2)     | Richter 1', 63' · Khedira 73' · Finnbogason 90+1' · Koubek 90+4' | Chi tiết | Lewandowski 14' · Kimmich 37' · Thiago 42' · Gnabry 49' · Martínez 84' | Sân vận động: WWK Arena Lượng khán giả: 30.660 Trọng tài: Daniel Siebert |  |

| 26 tháng 10 năm 2019 9 | Bayern Munich                | 2–1      | Union Berlin                     | Munich                                                                    |  |
| 15:30 CEST (UTC+2)     | Pavard 13' · Lewandowski 53' | Chi tiết | Andrich 17' · Polter 86' (ph.đ.) | Sân vận động: Allianz Arena Lượng khán giả: 75.000 Trọng tài: Marco Fritz |  |

| 2 tháng 11 năm 2019 10 | Eintracht Frankfurt                                                               | 5–1      | Bayern Munich                                            | Frankfurt                                                                        |  |
| 15:30 CET (UTC+1)      | Kostić 25' · Sow 33' · Abraham 49' · Hinteregger 61' · Paciência 85' · Kamada 87' | Chi tiết | Boateng 9' · Lewandowski 37' · Ulreich 51' · Kimmich 72' | Sân vận động: Commerzbank-Arena Lượng khán giả: 51.500 Trọng tài: Markus Schmidt |  |

| 9 tháng 11 năm 2019 11 | Bayern Munich                                                                    | 4–0      | Borussia Dortmund | Munich                                                                     |  |
| 18:30 CET (UTC+1)      | Lewandowski 17', 76' · Gnabry 47' · Coman 67' · Hummels 80' (l.n.) · Kimmich 90' | Chi tiết | Reus 63'          | Sân vận động: Allianz Arena Lượng khán giả: 75.000 Trọng tài: Felix Zwayer |  |

| 23 tháng 11 năm 2019 12 | Fortuna Düsseldorf | 0–4      | Bayern Munich                                                       | Düsseldorf                                                                          |  |
| 15:30 CET (UTC+1)       | Hennings 36'       | Chi tiết | Pavard 11' · Martínez 22' · Tolisso 27' · Gnabry 34' · Coutinho 70' | Sân vận động: Merkur Spiel-Arena Lượng khán giả: 53.000 Trọng tài: Frank Willenborg |  |

| 30 tháng 11 năm 2019 13 | Bayern Munich               | 1–2      | Bayer Leverkusen                                                                   | Munich                                                                       |  |
| 18:30 CET (UTC+1)       | Müller 34' · Goretzka 90+6' | Chi tiết | Bailey 10', 35' · Baumgartlinger 42' · Tah 81' · Bellarabi 90+3' · S. Bender 90+4' | Sân vận động: Allianz Arena Lượng khán giả: 75.000 Trọng tài: Guido Winkmann |  |

| 7 tháng 12 năm 2019 14 | Borussia Mönchengladbach                                             | 2–1      | Bayern Munich                                                                   | Mönchengladbach                                                           |  |
| 15:30 CET (UTC+1)      | Bénes 6' · Bensebaini 60', 90+2' (ph.đ.) · Hofmann 66' · Zakaria 88' | Chi tiết | Perišić 49' · Boateng 62' · Martínez 82' 90+1' · Lewandowski 86' · Thiago 90+2' | Sân vận động: Borussia-Park Lượng khán giả: 54.022 Trọng tài: Marco Fritz |  |

| 14 tháng 12 năm 2019 15 | Bayern Munich                                                                           | 6–1      | Werder Bremen                       | Munich                                                                        |  |
| 15:30 CET (UTC+1)       | Pavard 16' · Boateng 18' · Coutinho 45', 63', 78' · Lewandowski 45+4', 72' · Müller 75' | Chi tiết | Groß 22' · Rashica 24' · Friedl 62' | Sân vận động: Allianz Arena Lượng khán giả: 75.000 Trọng tài: Robert Schröder |  |

| 18 tháng 12 năm 2019 16 | SC Freiburg | 1–3      | Bayern Munich                                                                 | Freiburg                                                                                  |  |
| 20:30 CET (UTC+1)       | Grifo 59'   | Chi tiết | Lewandowski 16', 69' · Müller 50' · Thiago 90' · Zirkzee 90+2' · Gnabry 90+5' | Sân vận động: Sân vận động Schwarzwald Lượng khán giả: 24.000 Trọng tài: Sascha Stegemann |  |

| 21 tháng 12 năm 2019 17 | Bayern Munich                                       | 2–0      | VfL Wolfsburg           | Munich                                                                          |  |
| 15:30 CET (UTC+1)       | Kimmich 47' · Müller 76' · Zirkzee 86' · Gnabry 89' | Chi tiết | Otávio 67' · Arnold 71' | Sân vận động: Allianz Arena Lượng khán giả: 75.000 Trọng tài: Christian Dingert |  |

| 19 tháng 1 năm 2020 18 | Hertha BSC                            | 0–4      | Bayern Munich                                                                | Berlin                                                                              |  |
| 15:30 CET (UTC+1)      | Darida 7' · Jarstein 64' · Boyata 81' | Chi tiết | Pavard 19' · Müller 60' · Lewandowski 73' (ph.đ.) · Thiago 75' · Perišić 84' | Sân vận động: Sân vận động Olympic Lượng khán giả: 74.667 Trọng tài: Tobias Stieler |  |

| 25 tháng 1 năm 2020 19 | Bayern Munich                                                          | 5–0      | Schalke 04 | Munich                                                                     |  |
| 18:30 CET (UTC+1)      | Lewandowski 6' · Müller 45+2' · Goretzka 50' · Thiago 58' · Gnabry 89' | Chi tiết |            | Sân vận động: Allianz Arena Lượng khán giả: 75.000 Trọng tài: Manuel Gräfe |  |

| 1 tháng 2 năm 2020 20 | Mainz 05                                     | 1–3      | Bayern Munich                                           | Mainz                                                                      |  |
| 15:30 CET (UTC+1)     | St. Juste 45', 57' · Boëtius 87' · Latza 88' | Chi tiết | Lewandowski 8' · Müller 14' · Thiago 26' · Goretzka 65' | Sân vận động: Opel Arena Lượng khán giả: 33.305 Trọng tài: Bastian Dankert |  |

| 9 tháng 2 năm 2020 21 | Bayern Munich              | 0–0      | RB Leipzig                 | Munich                                                                    |  |
| 18:00 CET (UTC+1)     | Kimmich 57' · Pavard 90+3' | Chi tiết | Laimer 36' · Upamecano 50' | Sân vận động: Allianz Arena Lượng khán giả: 75.000 Trọng tài: Marco Fritz |  |

| 16 tháng 2 năm 2020 22 | 1. FC Köln            | 1–4      | Bayern Munich                                                                       | Cologne                                                                                |  |
| 15:30 CET (UTC+1)      | Uth 70' · Bornauw 78' | Chi tiết | Lewandowski 3' · Coman 5' · Gnabry 12', 66' · Boateng 28' · Thiago 49' · Pavard 82' | Sân vận động: Sân vận động RheinEnergie Lượng khán giả: 50.000 Trọng tài: Felix Zwayer |  |

| 21 tháng 2 năm 2020 23 | Bayern Munich                                 | 3–2      | SC Paderborn                                                 | Munich                                                                       |  |
| 20:30 CET (UTC+1)      | Gnabry 25' · Lucas 54' · Lewandowski 70', 88' | Chi tiết | Gjasula 34' · Srbeny 44' · Michel 61', 75' · Antwi-Adjei 84' | Sân vận động: Allianz Arena Lượng khán giả: 75.000 Trọng tài: Markus Schmidt |  |

| 29 tháng 2 năm 2020 24 | 1899 Hoffenheim | 0–6      | Bayern Munich                                                           | Sinsheim                                                                        |  |
| 15:30 CET (UTC+1)      |                 | Chi tiết | Gnabry 2' · Kimmich 7' · Zirkzee 15' · Coutinho 33', 47' · Goretzka 62' | Sân vận động: PreZero Arena Lượng khán giả: 30.150 Trọng tài: Christian Dingert |  |

| 8 tháng 3 năm 2020 25 | Bayern Munich                            | 2–0      | FC Augsburg | Munich                                                                          |  |
| 15:30 CET (UTC+1)     | Müller 53' · Thiago 85' · Goretzka 90+1' | Chi tiết |             | Sân vận động: Allianz Arena Lượng khán giả: 75.000 Trọng tài: Bibiana Steinhaus |  |

| 17 tháng 5 năm 2020 26                                                                                           | Union Berlin                 | 0–2      | Bayern Munich                                     | Berlin                                                                                         |  |
| 18:00 CEST (UTC+2)                                                                                               | Lenz 12' · Schlotterbeck 51' | Chi tiết | Davies 37' · Lewandowski 40' (ph.đ.) · Pavard 80' | Sân vận động: Sân vận động An der Alten Försterei Lượng khán giả: 0 Trọng tài: Bastian Dankert |  |
| Ghi chú: Trận đấu bị hoãn vào ngày 13 tháng 3 do đại dịch COVID-19 ở Đức, và được dời lịch sang ngày 17 tháng 5. |                              |          |                                                   |                                                                                                |  |

| 23 tháng 5 năm 2020 27                                                                                           | Bayern Munich                                                                     | 5–2      | Eintracht Frankfurt       | Munich                                                               |  |
| 18:30 CEST (UTC+2)                                                                                               | Goretzka 17' · Müller 41' · Lewandowski 46' · Davies 61' · Hinteregger 74' (l.n.) | Chi tiết | Hinteregger 35', 52', 55' | Sân vận động: Allianz Arena Lượng khán giả: 0 Trọng tài: Marco Fritz |  |
| Ghi chú: Trận đấu bị hoãn vào ngày 13 tháng 3 do đại dịch COVID-19 ở Đức, và được dời lịch sang ngày 23 tháng 5. |                                                                                   |          |                           |                                                                      |  |

| 26 tháng 5 năm 2020 28                                                                                           | Borussia Dortmund        | 0–1      | Bayern Munich                         | Dortmund                                                                    |  |
| 18:30 CEST (UTC+2)                                                                                               | Hummels 13' · Dahoud 67' | Chi tiết | Kimmich 43' · Müller 66' · Davies 74' | Sân vận động: Signal Iduna Park Lượng khán giả: 0 Trọng tài: Tobias Stieler |  |
| Ghi chú: Trận đấu bị hoãn vào ngày 24 tháng 3 do đại dịch COVID-19 ở Đức, và được dời lịch sang ngày 26 tháng 5. |                          |          |                                       |                                                                             |  |

| 30 tháng 5 năm 2020 29                                                                                           | Bayern Munich                                                         | 5–0      | Fortuna Düsseldorf                         | Munich                                                                   |  |
| 18:30 CEST (UTC+2)                                                                                               | Jørgensen 15' (l.n.) · Pavard 29' · Lewandowski 43', 50' · Davies 52' | Chi tiết | Karaman 26' · Gießelmann 88' · Suttner 90' | Sân vận động: Allianz Arena Lượng khán giả: 0 Trọng tài: Robert Hartmann |  |
| Ghi chú: Trận đấu bị hoãn vào ngày 24 tháng 3 do đại dịch COVID-19 ở Đức, và được dời lịch sang ngày 30 tháng 5. |                                                                       |          |                                            |                                                                          |  |

| 6 tháng 6 năm 2020 30                                                                                           | Bayer Leverkusen                                                  | 2–4      | Bayern Munich                                                                 | Leverkusen                                                       |  |
| 15:30 CEST (UTC+2)                                                                                              | Alario 10' · Amiri 30' · Bellarabi 35' · Dragović 74' · Wirtz 89' | Chi tiết | Coman 8', 27' · Lewandowski 32', 66' · Müller 40' · Goretzka 42' · Gnabry 45' | Sân vận động: BayArena Lượng khán giả: 0 Trọng tài: Manuel Gräfe |  |
| Ghi chú: Trận đấu bị hoãn vào ngày 24 tháng 3 do đại dịch COVID-19 ở Đức, và được dời lịch sang ngày 6 tháng 6. |                                                                   |          |                                                                               |                                                                  |  |

| 13 tháng 6 năm 2020 31                                                                                           | Bayern Munich              | 2–1      | Borussia Mönchengladbach                        | Munich                                                                |  |
| 18:30 CEST (UTC+2)                                                                                               | Zirkzee 26' · Goretzka 86' | Chi tiết | Pavard 37' (l.n.) · Bensebaini 45' · Lainer 69' | Sân vận động: Allianz Arena Lượng khán giả: 0 Trọng tài: Felix Zwayer |  |
| Ghi chú: Trận đấu bị hoãn vào ngày 24 tháng 3 do đại dịch COVID-19 ở Đức, và được dời lịch sang ngày 13 tháng 6. |                            |          |                                                 |                                                                       |  |

| 16 tháng 6 năm 2020 32                                                                                           | Werder Bremen                | 0–1      | Bayern Munich                                  | Bremen                                                                         |  |
| 20:30 CEST (UTC+2)                                                                                               | Eggestein 56' · Langkamp 88' | Chi tiết | Davies 19' 79' · Lewandowski 43' · Kimmich 89' | Sân vận động: Wohninvest Weserstadion Lượng khán giả: 0 Trọng tài: Harm Osmers |  |
| Ghi chú: Trận đấu bị hoãn vào ngày 24 tháng 3 do đại dịch COVID-19 ở Đức, và được dời lịch sang ngày 16 tháng 6. |                              |          |                                                |                                                                                |  |

| 20 tháng 6 năm 2020 33                                                                                           | Bayern Munich                      | 3–1      | SC Freiburg | Munich                                                                |  |
| 15:30 CEST (UTC+2)                                                                                               | Kimmich 15' · Lewandowski 24', 37' | Chi tiết | Höler 33'   | Sân vận động: Allianz Arena Lượng khán giả: 0 Trọng tài: Sören Storks |  |
| Ghi chú: Trận đấu bị hoãn vào ngày 24 tháng 3 do đại dịch COVID-19 ở Đức, và được dời lịch sang ngày 20 tháng 6. |                                    |          |             |                                                                       |  |

| 27 tháng 6 năm 2020 34                                                                                          | VfL Wolfsburg                     | 0–4      | Bayern Munich                                                  | Wolfsburg                                                                   |  |
| 15:30 CEST (UTC+2)                                                                                              | Weghorst 15' · Guilavogui 66' 71' | Chi tiết | Coman 4' · Cuisance 37' · Lewandowski 72' (ph.đ.) · Müller 79' | Sân vận động: Volkswagen Arena Lượng khán giả: 0 Trọng tài: Patrick Ittrich |  |
| Ghi chú: Trận đấu bị hoãn vào ngày 7 tháng 5 do đại dịch COVID-19 ở Đức, và được dời lịch sang ngày 27 tháng 6. |                                   |          |                                                                |                                                                             |  |

### DFB-Pokal
| 12 tháng 8 năm 2019 Vòng một | Energie Cottbus                               | 1–3      | Bayern Munich                                                           | Cottbus                                                                                       |  |
| 20:45 CEST (UTC+2)           | Hasse 51' · Eisenhuth 57' · Taz 90+3' (ph.đ.) | Chi tiết | Lewandowski 32' · Thiago 45+1' · Kimmich 50' · Coman 64' · Goretzka 85' | Sân vận động: Sân vận động der Freundschaft Lượng khán giả: 20.602 Trọng tài: Bastian Dankert |  |

| 29 tháng 10 năm 2019 Vòng hai | VfL Bochum                                                               | 1–2      | Bayern Munich           | Bochum                                                                                    |  |
| 20:00 CET (UTC+1)             | Lee Chung-yong 30' · Davies 35' (l.n.) · Losilla 50' · Bella-Kotchap 88' | Chi tiết | Gnabry 83' · Müller 89' | Sân vận động: Sân vận động Vonovia Ruhr Lượng khán giả: 26.600 Trọng tài: Robert Schröder |  |

| 5 tháng 2 năm 2020 Vòng 16 đội | Bayern Munich                                                                                | 4–3      | 1899 Hoffenheim                                       | Munich                                                                         |  |
| 20:45 CET (UTC+1)              | Hübner 12' (l.n.) · Müller 20' · Lewandowski 36', 80' · Tolisso 40' · Pavard 55' · Alaba 84' | Chi tiết | Boateng 8' (l.n.) · Nordtveit 31' · Dabour 82', 90+2' | Sân vận động: Allianz Arena Lượng khán giả: 71.500 Trọng tài: Sascha Stegemann |  |

| 3 tháng 3 năm 2020 Tứ kết | Schalke 04                                                | 0–1      | Bayern Munich | Gelsenkirchen                                                                |  |
| 20:45 CET (UTC+1)         | Nastasić 66' · Burgstaller 66' · McKennie 86' · Raman 90' | Chi tiết | Kimmich 40'   | Sân vận động: Veltins-Arena Lượng khán giả: 62.271 Trọng tài: Tobias Stieler |  |

| 10 tháng 6 năm 2020 Bán kết                                                                                      | Bayern Munich                                        | 2–1      | Eintracht Frankfurt                          | Munich                                                               |  |
| 20:45 CEST (UTC+2)                                                                                               | Perišić 14', 44' · Lewandowski 74' · Hernandez 90+3' | Chi tiết | Da Costa 69' · Silva 88' · Hinteregger 90+3' | Sân vận động: Allianz Arena Lượng khán giả: 0 Trọng tài: Marco Fritz |  |
| Ghi chú: Trận đấu bị hoãn vào ngày 27 tháng 3 do đại dịch COVID-19 ở Đức, và được dời lịch sang ngày 10 tháng 6. |                                                      |          |                                              |                                                                      |  |

| 4 tháng 7 năm 2020 Chung kết | Bayer Leverkusen                                    | 2–4      | Bayern Munich                                      | Berlin                                                                      |  |
| 20:00 CEST (UTC+2) | Wendell 28' · S. Bender 63' · Havertz 90+5' (ph.đ.) | Chi tiết | Alaba 16' · Gnabry 24' · Lewandowski 59', 89', 67' | Sân vận động: Sân vận động Olympic Lượng khán giả: 0 Trọng tài: Tobias Welz |  |
| Ghi chú: Trận đấu ban đầu dự kiến vào ngày 23 tháng 5, bị hoãn vào ngày 24 tháng 4 do đại dịch COVID-19 ở Đức, và được dời lịch sang ngày 4 tháng 7. |                                                     |          |                                                    |                                                                             |  |

### DFL-Supercup
| 3 tháng 8 năm 2019 Chung kết | Borussia Dortmund        | 2–0      | Bayern Munich                 | Dortmund                                                                         |  |
| 20:30 CEST (UTC+2)           | Alcácer 48' · Sancho 69' | Chi tiết | Lewandowski 59' · Kimmich 77' | Sân vận động: Signal Iduna Park Lượng khán giả: 81.365 Trọng tài: Daniel Siebert |  |

### UEFA Champions League

#### Vòng bảng
| VT | Đội               | ST | T | H | B | BT | BB | HS  | Đ  | Giành quyền tham dự                 |  | BAY | TOT | OLY | RSB |
| -- | ----------------- | -- | - | - | - | -- | -- | --- | -- | ----------------------------------- |  | --- | --- | --- | --- |
| 1  | Bayern Munich     | 6  | 6 | 0 | 0 | 24 | 5  | +19 | 18 | Đi tiếp vào vòng đấu loại trực tiếp |  | —   | 3–1 | 2–0 | 3–0 |
| 2  | Tottenham Hotspur | 6  | 3 | 1 | 2 | 18 | 14 | +4  | 10 | Đi tiếp vào vòng đấu loại trực tiếp |  | 2–7 | —   | 4–2 | 5–0 |
| 3  | Olympiacos        | 6  | 1 | 1 | 4 | 8  | 14 | −6  | 4  | Chuyển qua Europa League            |  | 2–3 | 2–2 | —   | 1–0 |
| 4  | Red Star Belgrade | 6  | 1 | 0 | 5 | 3  | 20 | −17 | 3  |                                     |  | 0–6 | 0–4 | 3–1 | —   |

| 18 tháng 9 năm 2019 1 | Bayern Munich                              | 3–0      | Red Star Belgrade       | Munich, Đức                                                                           |  |
| 21:00 CEST (UTC+2)    | Coman 34' · Lewandowski 80' · Müller 90+1' | Chi tiết | Degenek 51' · Vulić 90' | Sân vận động: Allianz Arena Lượng khán giả: 70.000 Trọng tài: Bobby Madden (Scotland) |  |

| 1 tháng 10 năm 2019 2                | Tottenham Hotspur                                        | 2–7      | Bayern Munich                                                       | London, Anh                                                                                          |  |
| 20:00 BST (UTC+1) 21:00 CEST (UTC+2) | Son Heung-min 12' · Ndombele 42' · Kane 46', 61' (ph.đ.) | Chi tiết | Kimmich 15' · Gnabry 25', 53', 55', 83', 88' · Lewandowski 45', 87' | Sân vận động: Sân vận động Tottenham Hotspur Lượng khán giả: 60.127 Trọng tài: Clément Turpin (Pháp) |  |

| 22 tháng 10 năm 2019 3                | Olympiacos                                     | 2–3      | Bayern Munich                                               | Piraeus, Hy Lạp                                                                                  |  |
| 22:00 EEST (UTC+3) 21:00 CEST (UTC+2) | El-Arabi 23', 89' · Semedo 73' · Guilherme 79' | Chi tiết | Lewandowski 34', 62' · Thiago 50' · Neuer 71' · Tolisso 75' | Sân vận động: Sân vận động Karaiskakis Lượng khán giả: 31.670 Trọng tài: Danny Makkelie (Hà Lan) |  |

| 6 tháng 11 năm 2019 4 | Bayern Munich                 | 2–0      | Olympiacos | Munich, Đức                                                                             |  |
| 18:55 CET (UTC+1)     | Lewandowski 69' · Perišić 89' | Chi tiết |            | Sân vận động: Allianz Arena Lượng khán giả: 63.646 Trọng tài: Paweł Raczkowski (Ba Lan) |  |

| 26 tháng 11 năm 2019 5 | Red Star Belgrade | 0–6      | Bayern Munich                                                       | Belgrade, Serbia                                                                           |  |
| 21:00 CET (UTC+1)      | Milunović 7'      | Chi tiết | Goretzka 14' · Lewandowski 53' (ph.đ.), 60', 64', 68' · Tolisso 90' | Sân vận động: Sân vận động Sao Đỏ Lượng khán giả: 44.118 Trọng tài: Björn Kuipers (Hà Lan) |  |

| 11 tháng 12 năm 2019 6 | Bayern Munich                                       | 3–1      | Tottenham Hotspur            | Munich, Đức                                                                       |  |
| 21:00 CET (UTC+1)      | Coman 14' · Kimmich 36' · Müller 45' · Coutinho 64' | Chi tiết | Sessegnon 20' · Lo Celso 36' | Sân vận động: Allianz Arena Lượng khán giả: 66.353 Trọng tài: Gianluca Rocchi (Ý) |  |

#### Vòng đấu loại trực tiếp
| 25 tháng 2 năm 2020 Lượt đi V16Đ    | Chelsea                   | 0–3      | Bayern Munich                                                  | London, Anh                                                                                        |  |
| 20:00 GMT (UTC±0) 21:00 CET (UTC+1) | Jorginho 49' · Alonso 83' | Chi tiết | Thiago 45+1' · Kimmich 50' · Gnabry 51', 54' · Lewandowski 76' | Sân vận động: Sân vận động Stamford Bridge Lượng khán giả: 36.761 Trọng tài: Clément Turpin (Pháp) |  |

| 8 tháng 8 năm 2020 Lượt về V16Đ | Bayern Munich                                            | 4–1 (TTS 7–1) | Chelsea                                  | Munich, Đức                                                                       |  |
| 21:00 CEST (UTC+2) | Lewandowski 10' (ph.đ.), 84' · Perišić 24' · Tolisso 76' | Chi tiết      | Caballero 8' · Emerson 43' · Abraham 43' | Sân vận động: Allianz Arena Lượng khán giả: 0 Trọng tài: Ovidiu Hațegan (Romania) |  |
| Ghi chú: Trận đấu giữa Bayern Munich và Chelsea ở Munich lẽ ra được diễn ra đằng sau những cánh cửa đóng do sự bùng phát của COVID-19 ở Đức. Tuy nhiên, vào ngày 13 tháng 3, trận đấu bị hoãn vô thời hạn do đại dịch COVID-19 ở Đức. Trận đấu được dời lịch vào ngày 17 tháng 6 sang ngày 8 tháng 8. |                                                          |               |                                          |                                                                                   |  |

| 14 tháng 8 năm 2020 Tứ kết | Barcelona                                                  | 2–8      | Bayern Munich | Lisbon, Bồ Đào Nha                                                                        |  |
| 21:00 CEST (UTC+2)         | Alaba 7' (l.n.) · Suárez 54', 57' · Alba 60' · Vidal 90+2' | Chi tiết | Müller 4', 31' · Perišić 22' · Gnabry 27' · Boateng 42' · Davies 52' · Kimmich 63', 85' · Lewandowski 82' · Coutinho 85', 89' | Sân vận động: Sân vận động Ánh sáng Lượng khán giả: 0 Trọng tài: Damir Skomina (Slovenia) |  |

| 19 tháng 8 năm 2020 Bán kết | Lyon                                  | 0–3      | Bayern Munich                     | Lisbon, Bồ Đào Nha                                                                                      |  |
| 21:00 CEST (UTC+2)          | Marcelo 35' · Marçal 42' · Mendes 86' | Chi tiết | Gnabry 18', 33' · Lewandowski 88' | Sân vận động: Sân vận động José Alvalade Lượng khán giả: 0 Trọng tài: Antonio Mateu Lahoz (Tây Ban Nha) |  |

| 23 tháng 8 năm 2020 Chung kết | Paris Saint-Germain                                       | 0–1      | Bayern Munich                                                 | Lisbon, Bồ Đào Nha                                                                  |  |
| 21:00 CEST (UTC+2)            | Paredes 52' · Neymar 81' · Thiago Silva 84' · Kurzawa 86' | Chi tiết | Davies 28' · Gnabry 52' · Süle 56' · Coman 59' · Müller 90+4' | Sân vận động: Sân vận động Ánh sáng Lượng khán giả: 0 Trọng tài: Daniele Orsato (Ý) |  |

## Các thống kê

### Số trận ra sân và bàn thắng
| Số                                   | VT      | QT          | Cầu thủ              | Tổng số | Tổng số | Bundesliga | Bundesliga | DFB-Pokal | DFB-Pokal | DFL-Supercup | DFL-Supercup | Champions League | Champions League |         |         |
| Số                                   | VT      | QT          | Cầu thủ              | Trận    | Bàn     | Trận       | Bàn        | Trận      | Bàn       | Trận         | Bàn          | Trận             | Bàn              |         |         |
| Thủ môn                              | Thủ môn | Thủ môn     | Thủ môn              | Thủ môn | Thủ môn | Thủ môn    | Thủ môn    | Thủ môn   | Thủ môn   | Thủ môn      | Thủ môn      | Thủ môn          | Thủ môn          | Thủ môn | Thủ môn |
| ------------------------------------ | ------- | ----------- | -------------------- | ------- | ------- | ---------- | ---------- | --------- | --------- | ------------ | ------------ | ---------------- | ---------------- | ------- | ------- |
| 1                                    | TM      | Đức         | Manuel Neuer         | 51      | 0       | 33         | 0          | 6         | 0         | 1            | 0            | 11               | 0                |         |         |
| 26                                   | TM      | Đức         | Sven Ulreich         | 1       | 0       | 1          | 0          | 0         | 0         | 0            | 0            | 0                | 0                |         |         |
| 36                                   | TM      | Đức         | Christian Früchtl    | 0       | 0       | 0          | 0          | 0         | 0         | 0            | 0            | 0                | 0                |         |         |
| 39                                   | TM      | Đức         | Ron-Thorben Hoffmann | 0       | 0       | 0          | 0          | 0         | 0         | 0            | 0            | 0                | 0                |         |         |
| Hậu vệ                               |         |             |                      |         |         |            |            |           |           |              |              |                  |                  |         |         |
| 2                                    | HV      | Tây Ban Nha | Álvaro Odriozola     | 5       | 0       | 2+1        | 0          | 0+1       | 0         | 0            | 0            | 0+1              | 0                |         |         |
| 4                                    | HV      | Đức         | Niklas Süle          | 16      | 0       | 8          | 0          | 1         | 0         | 1            | 0            | 2+4              | 0                |         |         |
| 5                                    | HV      | Pháp        | Benjamin Pavard      | 47      | 4       | 31+1       | 4          | 6         | 0         | 0+1          | 0            | 7+1              | 0                |         |         |
| 8                                    | HV      | Tây Ban Nha | Javi Martínez        | 24      | 0       | 6+10       | 0          | 0+1       | 0         | 0            | 0            | 4+3              | 0                |         |         |
| 17                                   | HV      | Đức         | Jérôme Boateng       | 38      | 0       | 23+1       | 0          | 4         | 0         | 1            | 0            | 8+1              | 0                |         |         |
| 19                                   | HV      | Canada      | Alphonso Davies      | 43      | 3       | 24+5       | 3          | 5         | 0         | 0+1          | 0            | 8                | 0                |         |         |
| 21                                   | HV      | Pháp        | Lucas Hernandez      | 25      | 0       | 11+8       | 0          | 0+3       | 0         | 0            | 0            | 2+1              | 0                |         |         |
| 27                                   | HV      | Áo          | David Alaba          | 42      | 2       | 27+1       | 1          | 5         | 1         | 1            | 0            | 8                | 0                |         |         |
| 33                                   | HV      | Đức         | Lars Lukas Mai       | 0       | 0       | 0          | 0          | 0         | 0         | 0            | 0            | 0                | 0                |         |         |
| 41                                   | HV      | Hoa Kỳ      | Chris Richards       | 1       | 0       | 0+1        | 0          | 0         | 0         | 0            | 0            | 0                | 0                |         |         |
| 43                                   | HV      | Đức         | Bright Arrey-Mbi     | 0       | 0       | 0          | 0          | 0         | 0         | 0            | 0            | 0                | 0                |         |         |
| Tiền vệ                              |         |             |                      |         |         |            |            |           |           |              |              |                  |                  |         |         |
| 6                                    | TV      | Tây Ban Nha | Thiago               | 40      | 3       | 20+4       | 3          | 3+2       | 0         | 1            | 0            | 9+1              | 0                |         |         |
| 10                                   | TV      | Brasil      | Philippe Coutinho    | 38      | 11      | 15+8       | 8          | 2+2       | 0         | 0            | 0            | 5+6              | 3                |         |         |
| 11                                   | TV      | Pháp        | Michaël Cuisance     | 10      | 1       | 3+6        | 1          | 0+1       | 0         | 0            | 0            | 0                | 0                |         |         |
| 14                                   | TV      | Croatia     | Ivan Perišić         | 35      | 8       | 11+11      | 4          | 2+1       | 1         | 0            | 0            | 5+5              | 3                |         |         |
| 16                                   | TV      | Đức         | Leon Dajaku          | 2       | 0       | 0+2        | 0          | 0         | 0         | 0            | 0            | 0                | 0                |         |         |
| 18                                   | TV      | Đức         | Leon Goretzka        | 38      | 8       | 17+7       | 6          | 4+1       | 1         | 1            | 0            | 6+2              | 1                |         |         |
| 22                                   | TV      | Đức         | Serge Gnabry         | 46      | 23      | 26+5       | 12         | 4+1       | 2         | 0            | 0            | 9+1              | 9                |         |         |
| 24                                   | TV      | Pháp        | Corentin Tolisso     | 28      | 4       | 7+6        | 1          | 4         | 0         | 1            | 0            | 3+7              | 3                |         |         |
| 25                                   | TV      | Đức         | Thomas Müller        | 50      | 14      | 26+7       | 8          | 5+1       | 2         | 1            | 0            | 7+3              | 4                |         |         |
| 28                                   | TV      | New Zealand | Sarpreet Singh       | 2       | 0       | 1+1        | 0          | 0         | 0         | 0            | 0            | 0                | 0                |         |         |
| 29                                   | TV      | Pháp        | Kingsley Coman       | 38      | 8       | 17+7       | 4          | 4         | 1         | 1            | 0            | 7+2              | 3                |         |         |
| 32                                   | TV      | Đức         | Joshua Kimmich       | 51      | 7       | 32+1       | 4          | 6         | 1         | 1            | 0            | 10+1             | 2                |         |         |
| 34                                   | TV      | Brasil      | Oliver Batista Meier | 1       | 0       | 0+1        | 0          | 0         | 0         | 0            | 0            | 0                | 0                |         |         |
| 37                                   | TV      | Đức         | Paul Will            | 0       | 0       | 0          | 0          | 0         | 0         | 0            | 0            | 0                | 0                |         |         |
| 40                                   | TV      | Đức         | Malik Tillman        | 0       | 0       | 0          | 0          | 0         | 0         | 0            | 0            | 0                | 0                |         |         |
| 42                                   | TV      | Anh         | Jamal Musiala        | 1       | 0       | 0+1        | 0          | 0         | 0         | 0            | 0            | 0                | 0                |         |         |
| Tiền đạo                             |         |             |                      |         |         |            |            |           |           |              |              |                  |                  |         |         |
| 9                                    | TĐ      | Ba Lan      | Robert Lewandowski   | 47      | 55      | 31         | 34         | 4+1       | 6         | 1            | 0            | 10               | 15               |         |         |
| 15                                   | TĐ      | Đức         | Jann-Fiete Arp       | 0       | 0       | 0          | 0          | 0         | 0         | 0            | 0            | 0                | 0                |         |         |
| 35                                   | TĐ      | Hà Lan      | Joshua Zirkzee       | 12      | 4       | 3+6        | 4          | 0+2       | 0         | 0            | 0            | 0+1              | 0                |         |         |
| Các cầu thủ chuyển đi trong mùa giải |         |             |                      |         |         |            |            |           |           |              |              |                  |                  |         |         |
| 30                                   | TĐ      | Hàn Quốc    | Jeong Woo-yeong      | 0       | 0       | 0          | 0          | 0         | 0         | 0            | 0            | 0                | 0                |         |         |
| 35                                   | TV      | Bồ Đào Nha  | Renato Sanches       | 3       | 0       | 0+1        | 0          | 1         | 0         | 0+1          | 0            | 0                | 0                |         |         |
| 38                                   | TĐ      | Ghana       | Kwasi Okyere Wriedt  | 1       | 0       | 0+1        | 0          | 0         | 0         | 0            | 0            | 0                | 0                |         |         |

Cập nhật lần cuối: 23 tháng 8 năm 2020
Nguồn: Các giải đấu

### Các cầu thủ ghi bàn
Tính đến ngày 23 tháng 8 năm 2020
| Hạng          | Vị trí        | Tên                | Bundesliga | DFB-Pokal | DFL-Supercup | Champions League | Tổng cộng |
| ------------- | ------------- | ------------------ | ---------- | --------- | ------------ | ---------------- | --------- |
| 1             | FW            | Robert Lewandowski | 34         | 6         | 0            | 15               | 55        |
| 2             | FW            | Serge Gnabry       | 12         | 2         | 0            | 9                | 23        |
| 3             | FW            | Thomas Müller      | 8          | 2         | 0            | 4                | 14        |
| 4             | MF            | Philippe Coutinho  | 8          | 0         | 0            | 3                | 11        |
| 5             | MF            | Leon Goretzka      | 6          | 1         | 0            | 1                | 8         |
| 5             | MF            | Ivan Perišić       | 4          | 1         | 0            | 3                | 8         |
| 5             | MF            | Kingsley Coman     | 4          | 1         | 0            | 3                | 8         |
| 8             | MF            | Joshua Kimmich     | 4          | 1         | 0            | 2                | 7         |
| 9             | DF            | Benjamin Pavard    | 4          | 0         | 0            | 0                | 4         |
| 9             | MF            | Corentin Tolisso   | 1          | 0         | 0            | 3                | 4         |
| 9             | FW            | Joshua Zirkzee     | 4          | 0         | 0            | 0                | 4         |
| 12            | DF            | Alphonso Davies    | 3          | 0         | 0            | 0                | 3         |
| 12            | MF            | Thiago             | 3          | 0         | 0            | 0                | 3         |
| 14            | DF            | David Alaba        | 1          | 1         | 0            | 0                | 2         |
| 15            | DF            | Michaël Cuisance   | 1          | 0         | 0            | 0                | 1         |
| Phản lưới nhà | Phản lưới nhà | Phản lưới nhà      | 3          | 1         | 0            | 0                | 4         |
| Tổng cộng     | Tổng cộng     | Tổng cộng          | 100        | 16        | 0            | 43               | 159       |